# Osborne Colson
Pour les articles homonymes, voir Colson.
Osborne Colson (né le 31 mars 1916, décédé le 14 juillet 2006 à Toronto), était un patineur artistique canadien. Il fut deux fois champion du Canada. Cependant, il est plus reconnu pour son travail en tant qu'entraîneur.

## Biographie

### Reconversion
Osborne Colson se retire de la compétition en 1937, pour joindre les rangs de la troupe professionnelle Ice Follies. En 1946, il devient entraîneur de patinage artistique. Il enseigne à Washington, Cleveland et Toronto. En 1960, il forme une école d'été de patinage, la Banff School of Fine Arts. Cette école a offert, pendant 10 ans, une combinaison unique de danse, théâtre et de patinage. De plus, cette école a offert une innovation: l'entraînement par équipe.
Durant sa carrière d'entraîneur, il a sous sa tutelle la championne olympique Barbara Ann Scott et le champion du monde Donald Jackson. Même à l'âge vénérable de 90 ans, il était toujours présent à la patinoire et il était l'entraîneur de Patrick Chan.
Osborne Colson est intronisé au Temple de la renommée de Patinage Canada en 1995, en tant qu'entraîneur. Il est décédé le 14 juillet 2006, des suites d'une pneumonie et autres complications à la suite d'un accident de voiture survenu plus tôt dans l'année.

## Palmarès
Dans la catégorie des couples artistiques, il patine avec Mary Jane Halsted en 1936.
| Compétitions principales                        | 1935 | 1936 | 1937 |  |  |  |  |  |  |  |  |  |  |  |
| Championnats d'Amérique du Nord (En individuel) | 5e   |      | 5e   |  |  |  |  |  |  |  |  |  |  |  |
| Championnats du Canada (En individuel)          | 2e   | 1er  | 1er  |  |  |  |  |  |  |  |  |  |  |  |
| Championnats du Canada (En couple)              |      | 3e   |      |  |  |  |  |  |  |  |  |  |  |  |
|                                                 |      |      |      |  |  |  |  |  |  |  |  |  |  |  |